# Tamási
Tamási là một thành phố thuộc hạt Tolna, Hungary. Thành phố này có diện tích 111,96 km², dân số năm 2010 là 8537 người, mật độ 76 người/km².